# Route nationale 747
Die Route nationale 747, kurz N 747 oder RN 747, war eine französische Nationalstraße, die von 1933 bis 1973 zwischen La Roche-sur-Yon und La Tranche-sur-Mer verlief. In La Tranche-sur-Mer hatte sie keinen Anschluss an eine andere Nationalstraße. Ihre Länge betrug 39 Kilometer.